# 曉星集團
晓星集團（：／）是一家韩国财阀，成立于1966年。其业务涉及化学工业、碳纖維、工业机械、 信息技术 、贸易、建筑、高端公寓、自動櫃員機、氫能載具等多个领域和行業。

## 歷史
1948年，赵洪济與李秉喆共同出資在汉城创办三星物产。1962年，赵洪济与李秉喆分手，独自创建晓星物产。同年晓星物产買下一家製造面粉的公司並獲利。1963年，晓星又买下轮胎公司和皮革公司。1966年11月，曉星在蔚山建設一家维尼纶工厂。